# Bowersville (Georgie)
Bowersville je město v Hart County, v Georgii, ve Spojených státech amerických. V roce 2011 žilo ve městě 464 obyvatel.

## Demografie
Podle sčítání lidí v roce 2000 žilo ve městě 334 obyvatel, 336 domácností a 99 rodin. V roce 2011 žilo ve městě 232 mužů (50,1%), a 232 žen (49,9%). Průměrný věk obyvatele je 37 let.